# Gladius (datorspel)
Gladius är ett datorrollspel utvecklat av LucasArts. Spelet släpptes 2003 för Gamecube, Playstation 2 och Xbox.

## Grunder
Gladius fungerar ungefär som schack. Man börjar med att välja vilken figur man vill vara. Romare är den svåra graden och norden är den lätta graden. När man kommer in i spelet kommer en guide att hjälpa en med olika saker. Man flyttar sin gubbe steg för steg. Olika gubbar kan ta olika långa steg beroende på vilken sorts gubbe det är.
När man börjar slåss kommer det upp en gul, röd och blå mätare och så kommer det också upp ett "A" och när A:et kommer till den röda delen så ska man trycka A. På vissa matcher så finns det upphöjningar. Om man står på dem och har en fiende under sig så kommer man att göra mer skada när man slår. När man spelar med sina gubbar så kan man hyra in fler både temporärt och permanent. Om man hyr dem temporärt så kommer de att vara billigare men kommer bara att vara med i nästa strid. Om man hyr dem permanent kommer de att vara dyrare men de kommer alltid att vara med en. Om man är ute i strid och en av ens permanenta gubbar dör så kommer de att vara med i nästa strid, det vill säga att ens permanenta gubbar aldrig kan dö.
När man har klarat alla leagues så får man guldbägare och när man har tillräckligt många så kan man delta i stadens lokala turnering och där får man en Baged som man senare behöver för att klara championshipet i orion. Man börjar i en stad men sen kan man flytta sig till andra städer.

## Affinity
När man slåss kan man gå upp i level och då får man jobpoints. När man har tillräckligt med Jobpoints kan man välja en kraft. Så som Affinity. Det är krigarhjälp från gudarna till en. Det finns earth, fire, water och wind. Det finns lvl 1, 2, 3 och 4. Lvl 1 är svag, lvl 2 är kraftig och lvl 3 är oerhört kraftig. Level 4 är en trollformel som skadar alla inom ett visst område. När man slåss med ett Wind Aff.(Affinity) vapen så får man Wind Aff. poäng. Det krävs 2 stycken poäng för Wind Aff. Ens rustning kan ge skydd mot olika Aff. attacker.